# Кармен Алкайде
Кармен Марія Алкайде Бальєстерос (ісп. Carmen María Alcayde Ballesteros; 9 квітня 1973, Валенсія) — іспанська телеведуча, письменниця та акторка.

## Біографія
Кармен Алкайде народилася 9 квітня 1973 року у Валенсії. 1996 закінчила факультет комунікацій (CEU San Pablo Valencia).

## Телебачення
2003—2008: Aquí hay tomate (Telecinco) ведуча
2007: Aquí hay tomate Weekend  (Telecinco) ведуча
2004: 7 vidas (Telecinco) акторка
2004—2005: Campanadas de fin de año (Telecinco) ведуча
2008: Las gafas de Angelino (Telecinco) ведуча
2008—2009: ¡Guaypaut! (Telecinco) ведуча
2008—2009: Guiness World Records (Telecinco) ведуча
2009: Sexo en Chueca en La Siete (Telecinco) акторка
2009—2010: Escenas de matrimonio 2 (Telecinco) акторка
2011—2012: El programa del verano (Telecinco) ведуча
2010: Fresa Ácida (Telecinco) ведуча

## Фільмографія
- 2006: Pernambuco (короткометражний фільм)[3]
- 2006: Corto Descafeinado (короткометражний фільм)